# جائزة البرازيل الكبرى 1987
جائزة البرازيل الكبرى 1987 هو سباق فورمولا 1 أقيم بتاريخ 12 أبريل 1987 في ريو دي جانيرو، البرازيل. كان الأول من أصل 16 في بطولة العالم لسباقات الفورمولا واحد موسم 1987. حلّ الفرنسي ألن بروست أولا بينما جاء البرازيلي نيلسون بيكيه في المركز الثاني وحصل على المركز الثالث السويدي ستيفان يوهانسون.